# Sodišinci
Sodišinci – wieś w Słowenii, w gminie Tišina. W 2018 roku liczyła 220 mieszkańców.